# Liste der Bodendenkmale in Neukieritzsch
In der Liste der Bodendenkmale in Neukieritzsch sind die Bodendenkmale der Gemeinde Neukieritzsch und ihrer Ortsteile nach dem Stand der Auflistung von Klaus Kroitzsch und Harald Quietzsch aus dem Jahr 1984 aufgelistet. Eventuelle Änderungen und Ergänzungen, insbesondere aus der Zeit nach der Wende, sind nicht berücksichtigt, da für Sachsen aktuell keine neueren allgemein zugänglichen Bodendenkmallisten vorliegen. Die Baudenkmale sind in der Liste der Kulturdenkmale in Neukieritzsch aufgeführt.
| Denkmal-ID | Fundart            | Ortsteil   | Bezeichnung | Zeitstellung | Lage                                                               | Bemerkungen | Bild |
| ---------- | ------------------ | ---------- | ----------- | ------------ | ------------------------------------------------------------------ | --- | ---- |
| ?          | Befestigung > Burg | Großzössen | Wasserburg  | Mittelalter  | westlicher Ortsrand, Pleißeniederung, westlich des ehemaligen Guts | Viereckbühl mit umlaufendem Graben, um 1960 widerrechtlich verfüllt, seitdem oberflächlich nicht mehr sichtbar, Schutz seit 27. November 1935, erneuert 10. Oktober 1958               |      |
| ?          | Befestigung > Burg | Kahnsdorf  | Wasserburg  | Mittelalter  | westlicher Ortsrand, Pleißeniederung, westlich des ehemaligen Guts | annähernd ovale Bühlinsel, durch Herrenhäuser überbaut, Graben im Westen und Süden als Senken erhalten, Stauanlage 1967 verfüllt, Schutz seit 11. März 1936, erneuert 10. Oktober 1958 |      |

## Ehemalige Bodendenkmale
| Denkmal-ID | Fundart            | Ortsteil | Bezeichnung | Zeitstellung    | Lage                                 | Bemerkungen | Bild |
| ---------- | ------------------ | -------- | ----------- | --------------- | ------------------------------------ | --- | ---- |
| ?          | Befestigung > Wall | Peres    | Landwehr    | Spätmittelalter | nordnordwestlich des Orts im Neuholz | dammartiger Wall, der sich vom Neuholz aus ca. 230 m nach Westen erstreckte, Schutz seit 24. Februar 1960, in den 1980ern durch den Ausbau des Tagebaus Peres zerstört |      |